# Селезінник зелений
{{#ifeq:0|0|{{#if:|{{#if:Aspleniumviride|[[]}}|}}}}
Селезінник зелений, аспленій зелений, костянець зелений (Asplenium viride Huds.) — багаторічна трав'яниста часто розгалужена рослина родини аспленієві (Aspleniaceae). Етимологія: лат. viride — «зелений».

## Опис
Стебла коротко-повзучі або висхідні; луски від темно-червонувато-коричневого до червонуватого кольору. Ніжка листка червонувато-коричнева біля основи, зелена дистально, глянцева, 1/4–1/2 довжини листової пластини. Листя мономорфне, просто перисте, до 15(20) см включно з ніжкою. Спор 64 на спорангій. Спори (27)30–33(36) μм в діаметрі, коричнево-темні. Спори дозрівають в липні або серпні. Хромосом: 2n = 72.

## Поширення
Голарктичний (у тому числі український) вид: північна і західна частини Північної Америки, Гренландія, Європа, Марокко, Кавказ, Азія. Росте на багатьох основах (в основному на вапняках) у гірських ущелинах (550)900–3300(4000) м н. р. м.

### Поширення в Україні
Розточчя (зрідка), Карпати, Гірський Крим.

## Галерея

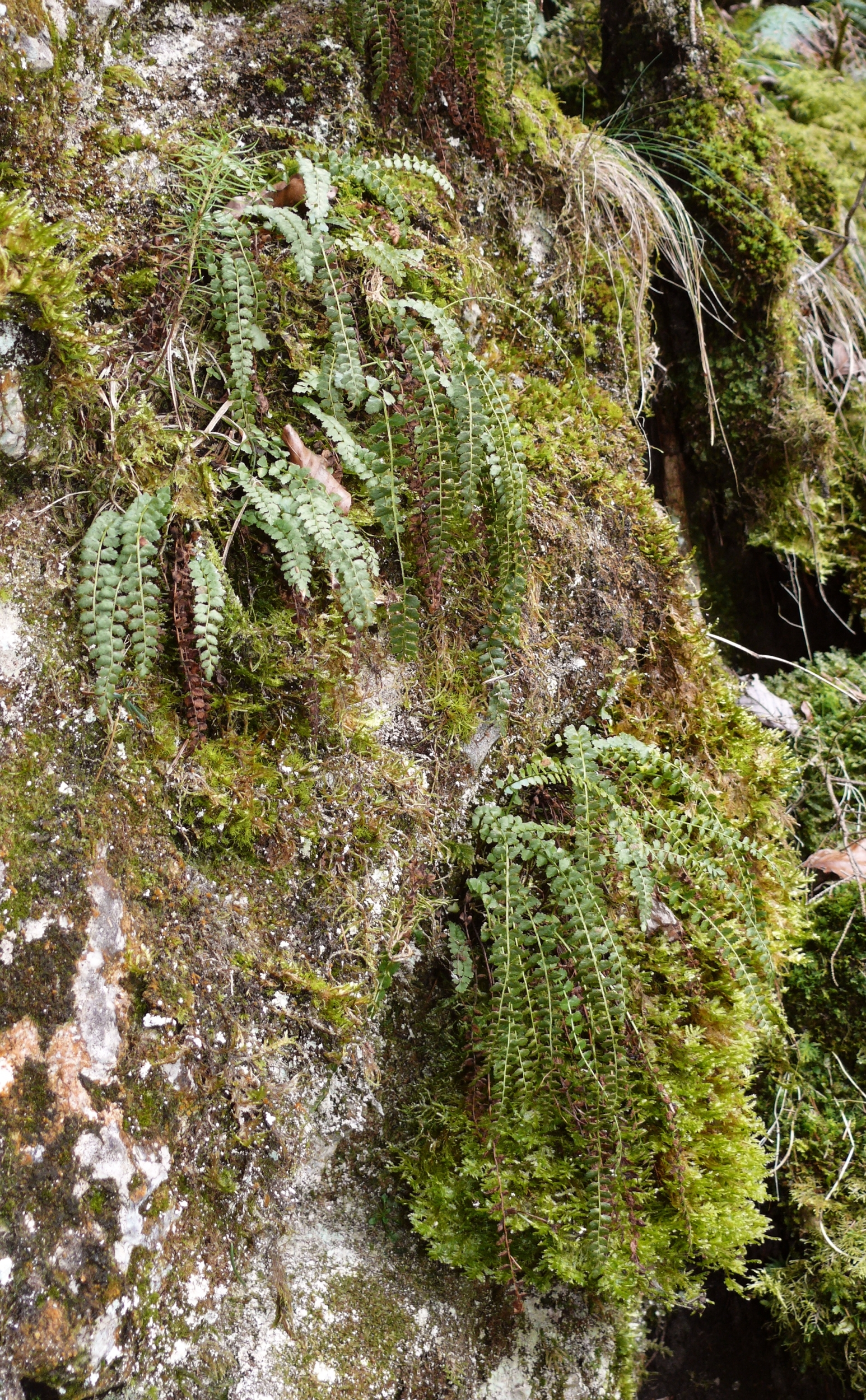
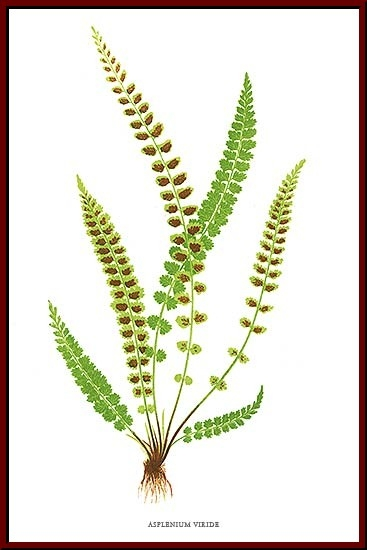